# Klyvblad
Klyvblad (Schizophyllum commune) är en svamp som beskrevs 1815 av Elias Magnus Fries. Arten ingår i släktet Schizophyllum och familjen oxtungsvampar.

## Utbredning och systematik

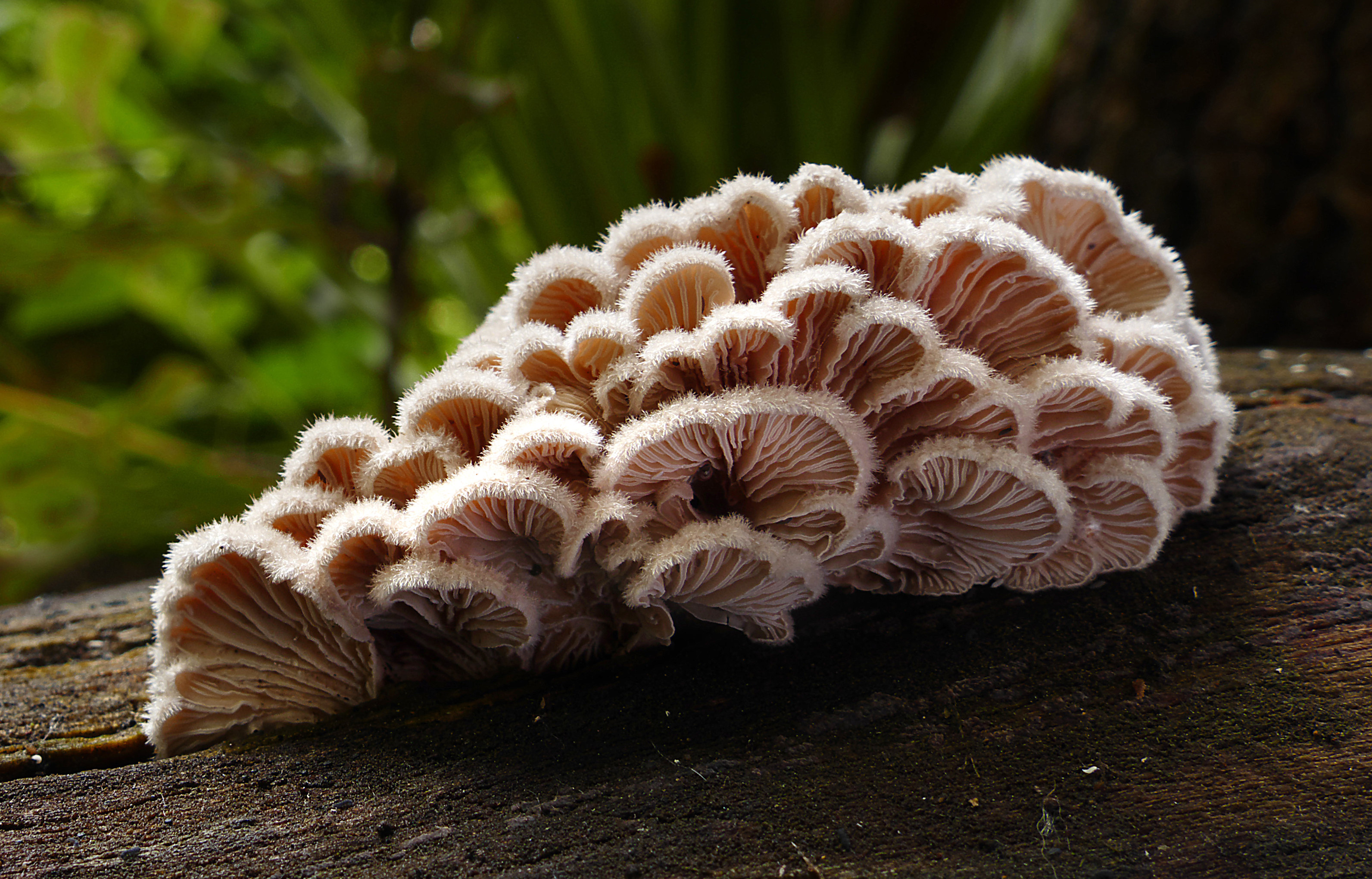
Klyvblad sedd underifrån.

Schizophyllum commune beskrivs vanligen som en art med global utbredning men viss forskning indikerar att taxonet utgör ett artkomplex med många kryptiska arter med mindre utbredningsområden. Den förekommer även i Sverige där den är vanlig.

## Utseende
Svampkroppem liknar böljande vågor, som solfjädrar eller tätt packade koraller. Den varierar från krämgul till blekt vit. Hatten är liten och mäter 1–4 cm.

## Ekologi
Den växer på döende träd och svampkropparna uppträder efter regnperioder som följs av torrt väder.

## Som patogen
Sporerna kan i ovanliga fall orsaka infektioner, främst i luftvägarna där den kan växa till i exempelvis luftrör och bihålor och orsaka lung- och bihåleinflammation. Den kan även orsaka allergiska reaktioner.

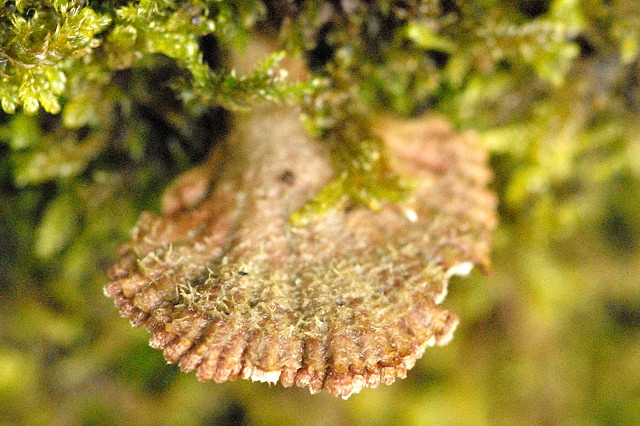
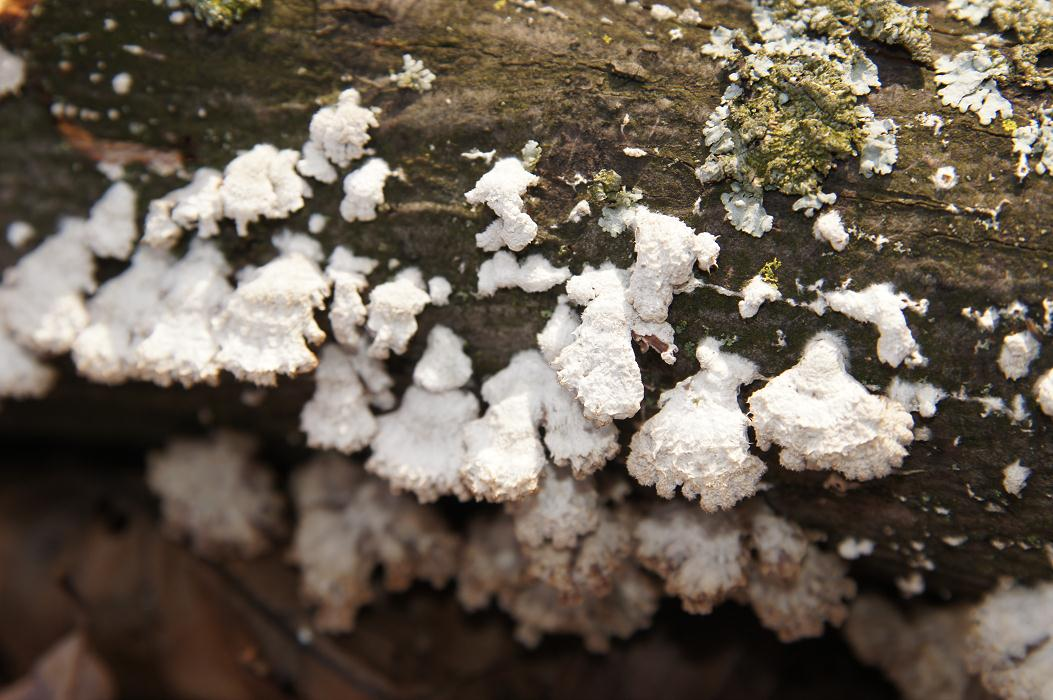
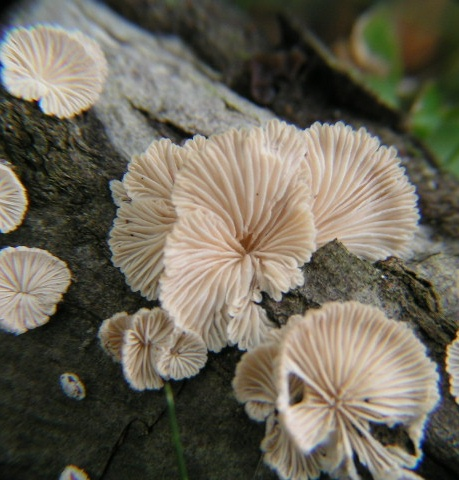
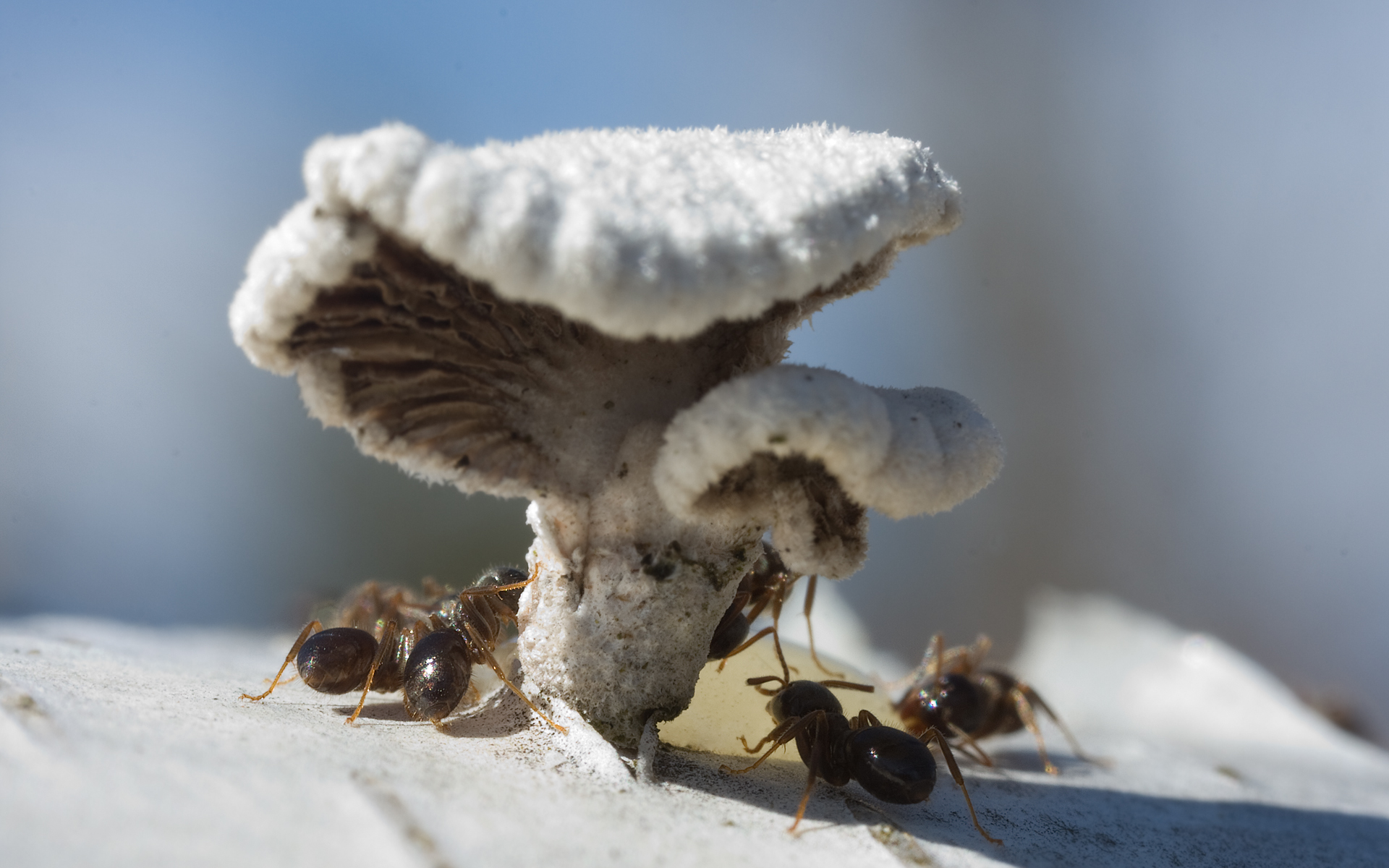
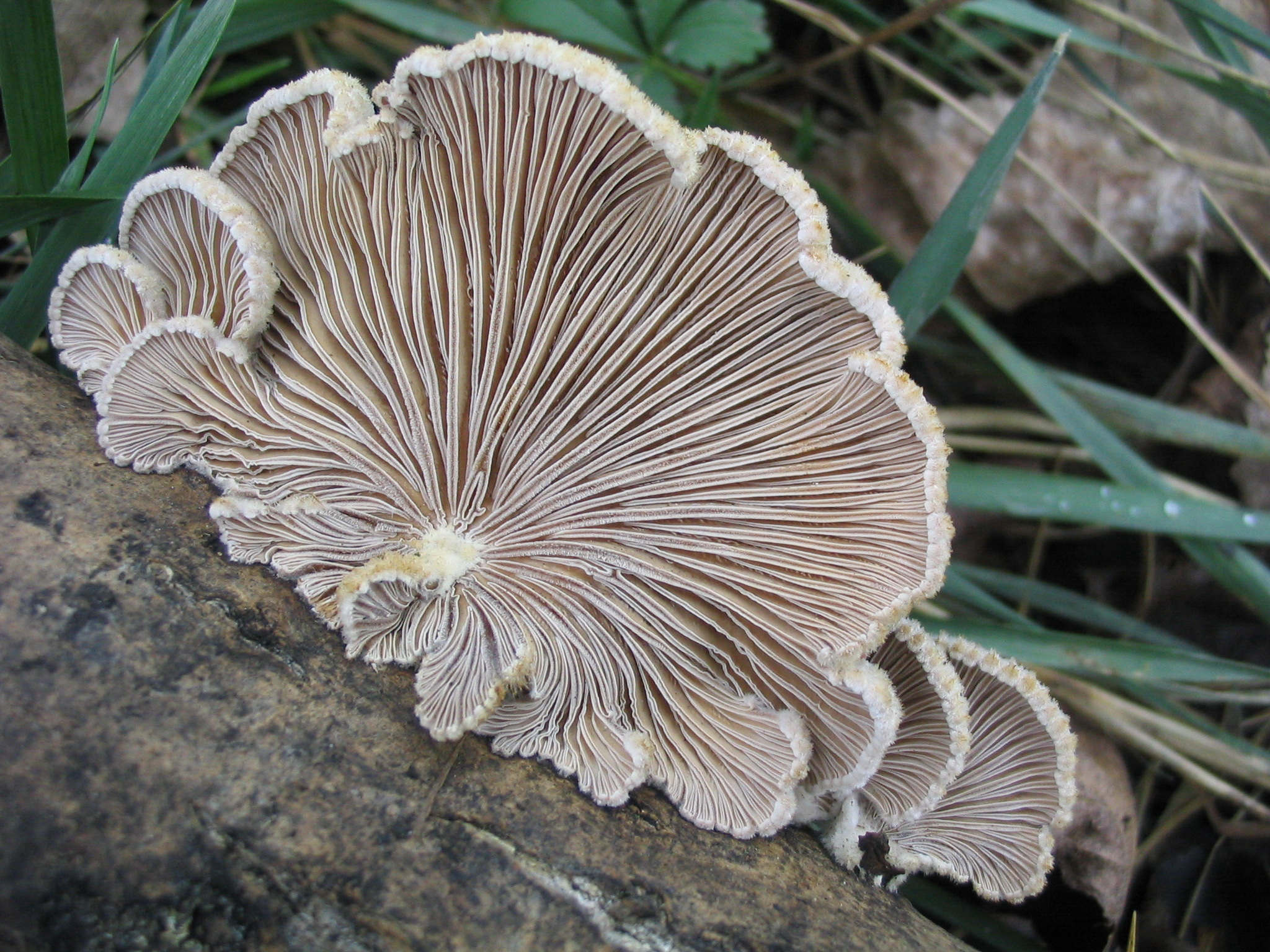
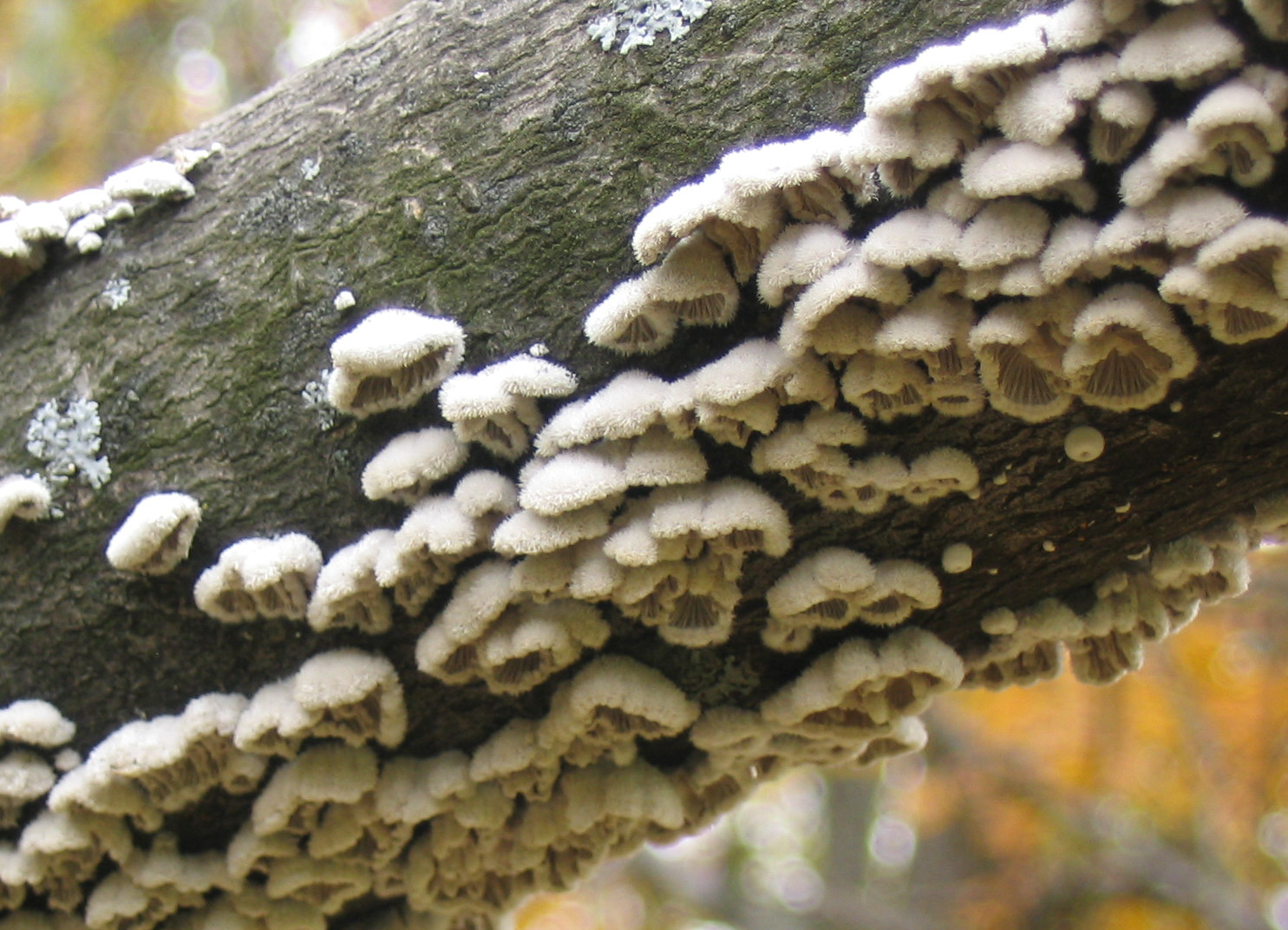